# Repubblica Ceca ai Giochi della XXX Olimpiade
La Repubblica Ceca ha partecipato ai Giochi della XXX Olimpiade di Londra che si sono svolti dal 27 luglio al 12 agosto 2012. È stata la 5ª partecipazione consecutiva degli atleti cechi ai giochi olimpici estivi, dopo la scissione della Cecoslovacchia in Repubblica Ceca e Slovacchia del 1º gennaio 1993.
Gli atleti della delegazione ceca sono stati 133 (68 uomini e 65 donne), in 19 discipline. Alla cerimonia di apertura il portabandiera è stato il giocatore di badminton Petr Koukal, mentre la portabandiera della cerimonia di chiusura è stata Barbora Špotáková, atleta specializzata nel lancio del giavellotto.
La Repubblica Ceca ha ottenuto un totale di 10 medaglie (4 ori, 3 argenti e 3 bronzi), realizzando la seconda prestazione di sempre dopo quella ottenuta nell'edizione del 1996.

## Partecipanti
| Sport               | Uomini | Donne | Totale |
| ------------------- | ------ | ----- | ------ |
| Atletica Leggera    | 14     | 17    | 31     |
| Badminton           | 1      | 1     | 2      |
| Canoa/Kayak         | 10     | 1     | 11     |
| Canottaggio         | 9      | 3     | 12     |
| Ciclismo            | 7      | 3     | 10     |
| Ginnastica          | 1      | 2     | 3      |
| Judo                | 3      | 0     | 3      |
| Lotta               | 1      | 0     | 1      |
| Nuoto               | 2      | 5     | 7      |
| Nuoto Sincronizzato | 0      | 2     | 2      |
| Pallacanestro       | 0      | 12    | 12     |
| Pallavolo           | 2      | 4     | 6      |
| Pentathlon Moderno  | 2      | 1     | 3      |
| Pugilato            | 1      | 0     | 1      |
| Sollevamento Pesi   | 1      | 0     | 1      |
| Tennis              | 2      | 6     | 8      |
| Tennis Tavolo       | 0      | 2     | 2      |
| Tiro                | 7      | 3     | 10     |
| Triathlon           | 2      | 2     | 4      |
| Vela                | 3      | 1     | 4      |
| Totale              | 68     | 65    | 133    |

## Medaglie
| Riepilogo quotidiano | Riepilogo quotidiano | Riepilogo quotidiano | Riepilogo quotidiano | Riepilogo quotidiano | Riepilogo quotidiano | Riepilogo quotidiano |
| -------------------- | -------------------- | -------------------- | -------------------- | -------------------- | -------------------- | -------------------- |
| Giorno               | Data                 |                      |                      |                      | Totale               |                      |
| 1º                   | 27                   | —                    | —                    | —                    | —                    |                      |
| 2º                   | 28                   | 0                    | 0                    | 0                    | 0                    |                      |
| 3º                   | 29                   | 0                    | 0                    | 0                    | 0                    |                      |
| 4º                   | 30                   | 0                    | 0                    | 0                    | 0                    |                      |
| 5º                   | 31                   | 0                    | 0                    | 0                    | 0                    |                      |
| 6º                   | 1                    | 0                    | 1                    | 0                    | 1                    |                      |
| 7º                   | 2                    | 0                    | 0                    | 0                    | 0                    |                      |
| 8º                   | 3                    | 0                    | 1                    | 0                    | 1                    |                      |
| 9º                   | 4                    | 1                    | 0                    | 1                    | 2                    |                      |
| 10º                  | 5                    | 0                    | 1                    | 0                    | 1                    |                      |
| 11º                  | 6                    | 0                    | 0                    | 0                    | 0                    |                      |
| 12º                  | 7                    | 0                    | 0                    | 0                    | 0                    |                      |
| 13º                  | 8                    | 0                    | 0                    | 1                    | 1                    |                      |
| 14º                  | 9                    | 1                    | 0                    | 1                    | 2                    |                      |
| 15º                  | 10                   | 0                    | 0                    | 0                    | 0                    |                      |
| 16º                  | 11                   | 1                    | 0                    | 0                    | 1                    |                      |
| 17º                  | 12                   | 1                    | 0                    | 0                    | 1                    |                      |
| Totale               | Totale               | 4                    | 3                    | 3                    | 10                   |                      |

### Medagliere per discipline
| Sport              | Oro | Argento | Bronzo | Totale |
| ------------------ | --- | ------- | ------ | ------ |
| Canottaggio        | 1   | 1       | 0      | 2      |
| Atletica Leggera   | 1   | 0       | 1      | 2      |
| Ciclismo           | 1   | 0       | 0      | 1      |
| Pentathlon moderno | 1   | 0       | 0      | 1      |
| Canoa/Kayak        | 0   | 1       | 1      | 2      |
| Tennis             | 0   | 1       | 0      | 1      |
| Tiro               | 0   | 0       | 1      | 1      |
| Totale             | 4   | 3       | 3      | 10     |

### Medagliati

#### Medaglie d'oro
| Medaglia | Nome               | Sport              | Evento                           | Data      |
| -------- | ------------------ | ------------------ | -------------------------------- | --------- |
| Oro      | Miroslava Knapková | Canottaggio        | Singolo femminile                | 4 agosto  |
| Oro      | Barbora Špotáková  | Atletica leggera   | Lancio del giavellotto femminile | 9 agosto  |
| Oro      | David Svoboda      | Pentathlon moderno | Gara maschile                    | 11 agosto |
| Oro      | Jaroslav Kulhavý   | Ciclismo           | Cross country maschile           | 12 agosto |

#### Medaglie d'argento
| Medaglia | Nome                             | Sport       | Evento             | Data      |
| -------- | -------------------------------- | ----------- | ------------------ | --------- |
| Argento  | Vavřinec Hradilek                | Canoa/Kayak | Slalom K1 maschile | 1º agosto |
| Argento  | Ondřej Synek                     | Canottaggio | Singolo maschile   | 3 agosto  |
| Argento  | Andrea Hlaváčková Lucie Hradecká | Tennis      | Doppio femminile   | 5 agosto  |

#### Medaglie di bronzo
| Medaglia | Nome                                              | Sport            | Evento                             | Data     |
| -------- | ------------------------------------------------- | ---------------- | ---------------------------------- | -------- |
| Bronzo   | Adéla Sýkorová                                    | Tiro             | Carabina 50m 3 posizioni femminile | 4 agosto |
| Bronzo   | Zuzana Hejnová                                    | Atletica leggera | 400m ostacoli femminili            | 8 agosto |
| Bronzo   | Josef Dostál Daniel Havel Jan Štěrba Lukáš Trefil | Canoa/Kayak      | K4 1000m maschile                  | 9 agosto |

## Atletica leggera
| Q | Qualificato al turno successivo per la posizione in qualificazione                                                           |
| q | Qualificato per il turno successivo per ripescaggio o, negli eventi su campo, conquistando la misura minima per qualificarsi |

### Maschile

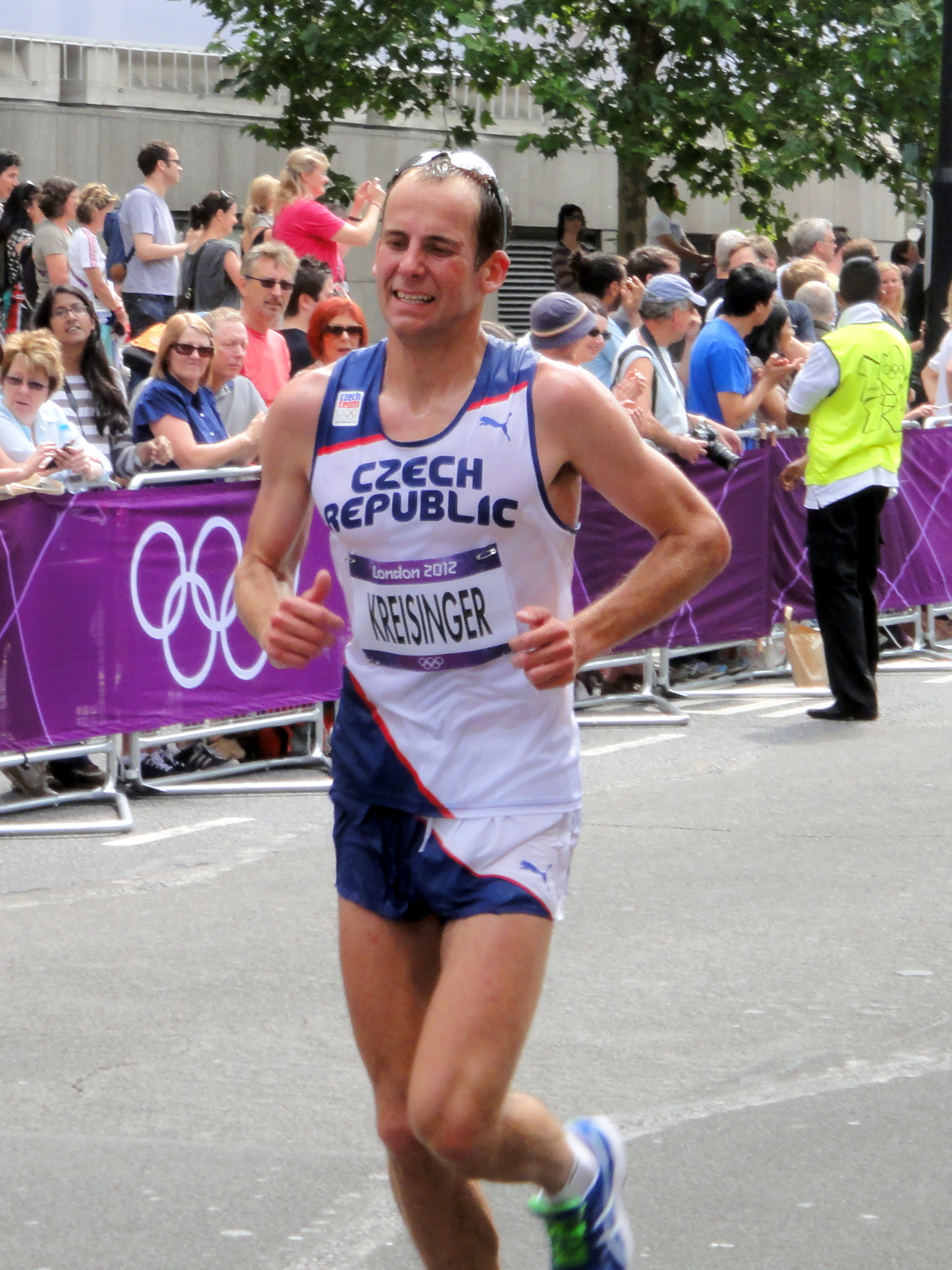
Jan Kreisinger nel corso della maratona maschile.

Eventi di corsa su pista e strada
| Atleta         | Evento         | Batteria  | Batteria  | Semifinale      | Semifinale      | Finale          | Finale          |
| Atleta         | Evento         | Risultato | Posizione | Risultato       | Posizione       | Risultato       | Posizione       |
| -------------- | -------------- | --------- | --------- | --------------- | --------------- | --------------- | --------------- |
| Jakub Holuša   | 800 m          | 1'46"87   | 4°        | non qualificato | non qualificato | non qualificato | non qualificato |
| Jan Kreisinger | Maratona       | N.D.      | N.D.      | N.D.            | N.D.            | 2h 25'03"       | 67°             |
| Pavel Maslák   | 200 m          | 20"67     | 4°        | non qualificato | non qualificato | non qualificato | non qualificato |
| Pavel Maslák   | 400 m          | 44"91     | 2° Q      | 45"15           | 5°              | non qualificato | non qualificato |
| Josef Prorok   | 400 m ostacoli | 50"33     | 7°        | non qualificato | non qualificato | non qualificato | non qualificato |

Eventi su campo
| Atleta           | Evento                 | Qualifica | Qualifica | Finale          | Finale          |
| Atleta           | Evento                 | Distanza  | Posizione | Distanza        | Posizione       |
| ---------------- | ---------------------- | --------- | --------- | --------------- | --------------- |
| Jaroslav Bába    | Salto in alto          | 2,21 m    | 21°       | non qualificato | non qualificato |
| Petr Frydrych    | Lancio del giavellotto | 75,46 m   | 34°       | non qualificato | non qualificato |
| Jan Kudlička     | Salto con l'asta       | 5,50 m    | =9° q     | 5,65 m          | 8°              |
| Lukáš Melich     | Lancio del martello    | 75,88 m   | 9° q      | 77,17 m         | 6°              |
| Roman Novotný    | Salto in lungo         | 6,96 m    | 38°       | non qualificato | non qualificato |
| Jakub Vadlejch   | Lancio del giavellotto | 77,61 m   | 25°       | non qualificato | non qualificato |
| Vítězslav Veselý | Lancio del giavellotto | 88,34 m   | 1° Q      | 83,34 m         | 4°              |
| Štěpán Wagner    | Salto in lungo         | 7,50 m    | 30°       | non qualificato | non qualificato |
| Antonín Žalský   | Getto del peso         | 19,62 m   | 23°       | non qualificato | non qualificato |

Eventi combinati
| Atleta       | Evento    |           | 100 m | SL  | LP | SA | 400 m | 110H | LD | SAT | LG | 1500 m | Finale | Posizione |
| ------------ | --------- | --------- | ----- | --- | -- | -- | ----- | ---- | -- | --- | -- | ------ | ------ | --------- |
| Roman Šebrle | Decathlon | Risultato | 11"54 | DNS | —  | —  | —     | —    | —  | —   | —  | —      | DNF    | DNF       |
| Roman Šebrle | Decathlon | Punti     | 744   | 0   | —  | —  | —     | —    | —  | —   | —  | —      | DNF    | DNF       |

### Femminile

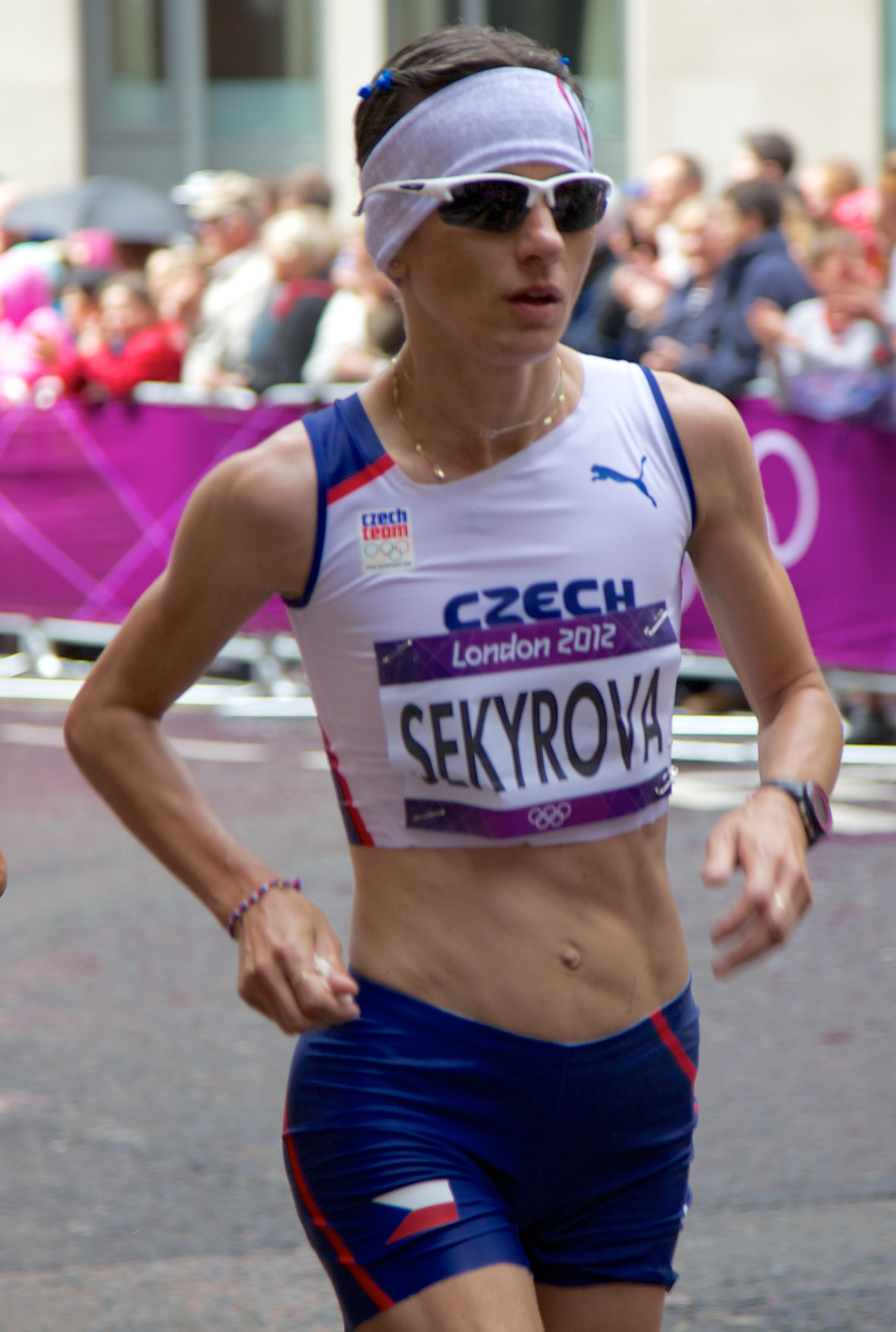
Ivana Sekyrová nella maratona femminile.

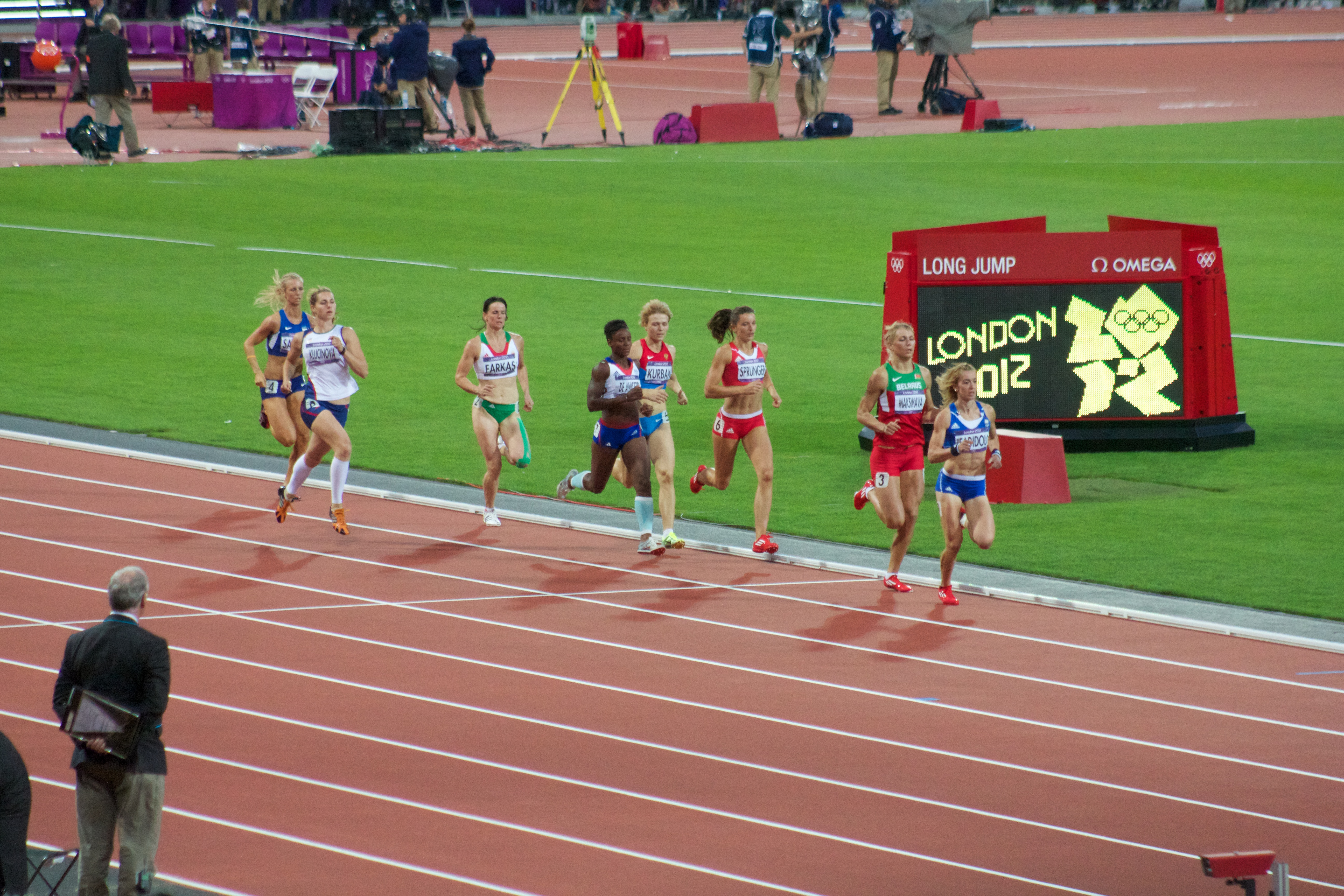
Eliška Klučinová (seconda da sinistra) impegnata negli 800 m dell'eptathlon femminile.

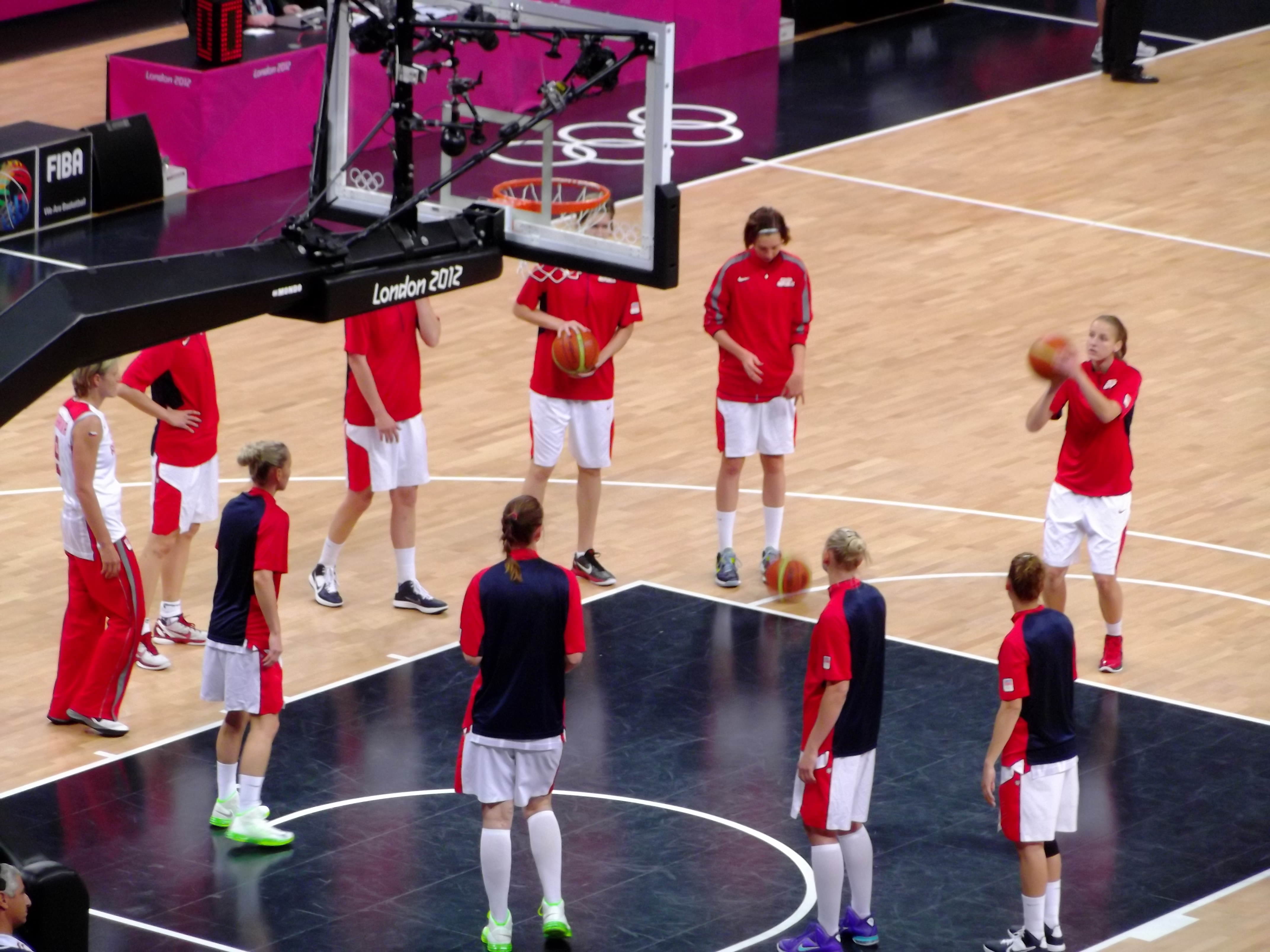
La squadra ceca durante il riscaldamento prima della partita contro la Turchia.

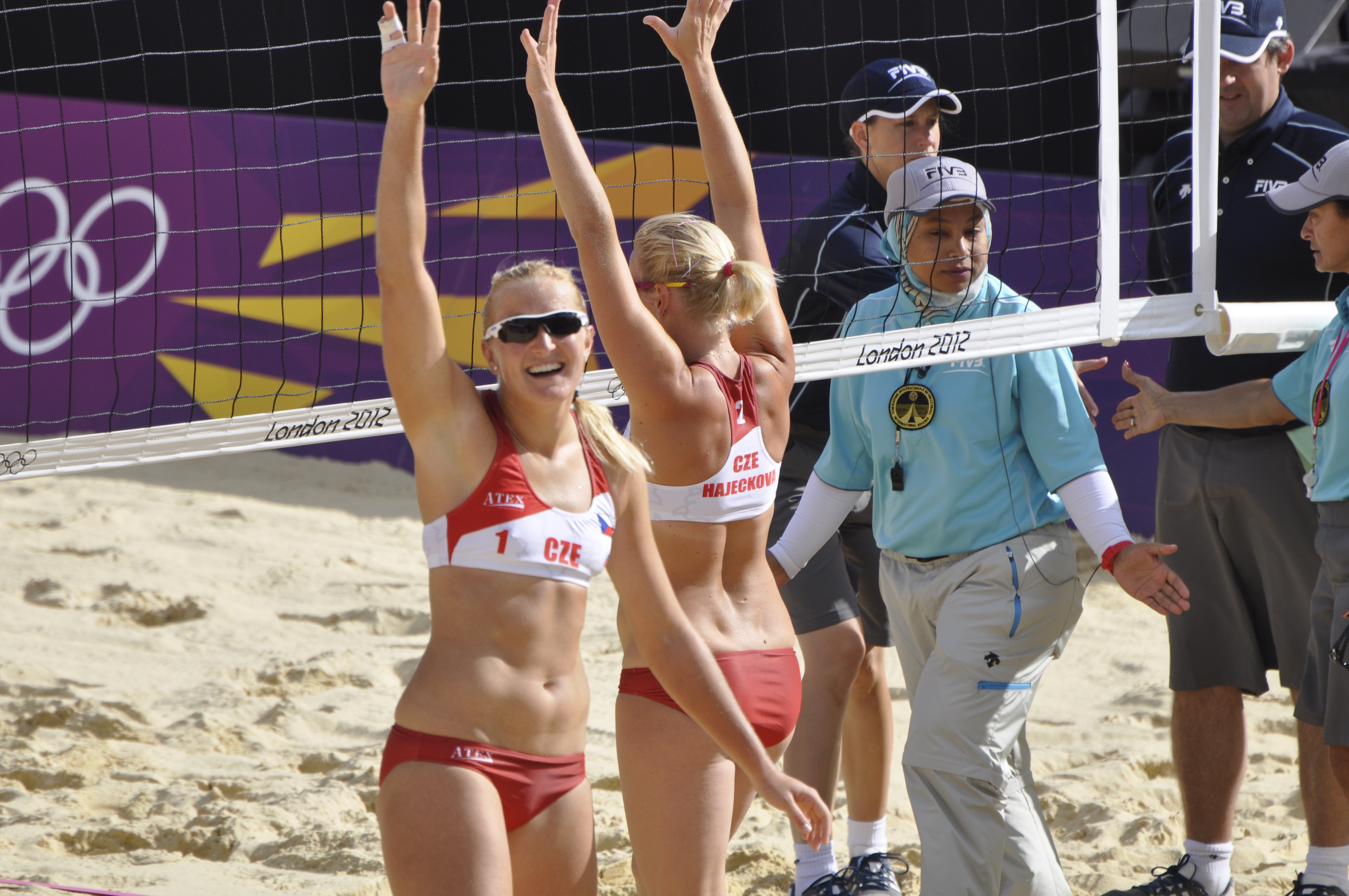
Lenka Háječková e Hana Klapalová nella partita contro la coppia di Mauritius.

Eventi di corsa su pista e strada
| Atleta                                                                                       | Evento            | Batteria  | Batteria  | Quarti di finale | Quarti di finale | Semifinale      | Semifinale      | Finale          | Finale          |
| Atleta                                                                                       | Evento            | Risultato | Posizione | Risultato        | Posizione        | Risultato       | Posizione       | Risultato       | Posizione       |
| -------------------------------------------------------------------------------------------- | ----------------- | --------- | --------- | ---------------- | ---------------- | --------------- | --------------- | --------------- | --------------- |
| Tereza Čapková                                                                               | 1500 m            | 4'12"15   | 12ª       | N.D.             | N.D.             | non qualificata | non qualificata | non qualificata | non qualificata |
| Kateřina Čechová                                                                             | 100 m             | Bye       | Bye       | 11"43            | 5ª               | non qualificata | non qualificata | non qualificata | non qualificata |
| Zuzana Hejnová                                                                               | 400 m ostacoli    | 53"96     | 1ª Q      | N.D.             | N.D.             | 53"62           | 2ª Q            | 53"38           |                 |
| Lenka Masná                                                                                  | 800 m             | 2'08"68   | 5ª        | N.D.             | N.D.             | non qualificata | non qualificata | non qualificata | non qualificata |
| Lucie Pelantová                                                                              | Marcia 20 km      | N.D.      | N.D.      | N.D.             | N.D.             | N.D.            | N.D.            | 1h 33'35"       | 35ª             |
| Denisa Rosolová                                                                              | 400 m ostacoli    | 55"42     | 5ª q      | N.D.             | N.D.             | 54"87           | 3ª q            | 55"27           | 7ª              |
| Ivana Sekyrová                                                                               | Maratona          | N.D.      | N.D.      | N.D.             | N.D.             | N.D.            | N.D.            | 2h 37'14"       | 67ª             |
| Lucie Škrobáková                                                                             | 100 m ostacoli    | 13"01     | 3ª Q      | N.D.             | N.D.             | 12"81           | 5ª              | non qualificata | non qualificata |
| Jitka Bartoničková Zuzana Bergrová Tereza Čapková Zuzana Hejnová Lenka Masná Denisa Rosolová | Staffetta 4×400 m | 3'26"20   | 4ª q      | N.D.             | N.D.             | N.D.            | N.D.            | 3'27"77         | 7ª              |

Eventi su campo
| Atleta                    | Evento                 | Qualifica | Qualifica | Finale          | Finale          |
| Atleta                    | Evento                 | Distanza  | Posizione | Distanza        | Posizione       |
| ------------------------- | ---------------------- | --------- | --------- | --------------- | --------------- |
| Věra Pospíšilová-Cechlová | Lancio del disco       | 55,00 m   | 34ª       | non qualificata | non qualificata |
| Jarmila Klimešová         | Lancio del giavellotto | 59,90 m   | 14ª       | non qualificata | non qualificata |
| Oldřiška Marešová         | Salto in alto          | 1,80 m    | 29ª       | non qualificata | non qualificata |
| Jiřina Ptáčníková         | Salto con l'asta       | 4,55 m    | 12ª q     | 4,45 m          | =6ª             |
| Kateřina Šafránková       | Lancio del martello    | 66,16 m   | 31ª       | non qualificata | non qualificata |
| Barbora Špotáková         | Lancio del giavellotto | 66,19 m   | 1ª Q      | 69,55 m         |                 |

Eventi combinati
| Atleta           | Evento    |           | 100H  | SA     | GP      | 200 m | SL     | LG      | 800 m   | Finale | Posizione |
| ---------------- | --------- | --------- | ----- | ------ | ------- | ----- | ------ | ------- | ------- | ------ | --------- |
| Eliška Klučinová | Eptathlon | Risultato | 14"01 | 1,80 m | 12,93 m | 25"00 | 6,13 m | 45,64 m | 2'16"08 | 6109   | 18ª       |
| Eliška Klučinová | Eptathlon | Punti     | 977   | 978    | 723     | 887   | 890    | 776     | 878     | 6109   | 18ª       |

## Badminton
Maschile
| Atleta      | Evento  | Girone                        | Girone                               | Girone    | Ottavi               | Quarti               | Semifinale           | Finale               | Finale          |
| Atleta      | Evento  | Avversario Punteggio          | Avversario Punteggio                 | Posizione | Avversario Punteggio | Avversario Punteggio | Avversario Punteggio | Avversario Punteggio | Posizione       |
| ----------- | ------- | ----------------------------- | ------------------------------------ | --------- | -------------------- | -------------------- | -------------------- | -------------------- | --------------- |
| Petr Koukal | Singolo | T. Hidayat (INA) P 8-21, 8-21 | P. Abián (ESP) P 17-21, 21-16, 16-21 | 3º        | non qualificato      | non qualificato      | non qualificato      | non qualificato      | non qualificato |

Femminile
| Atleta            | Evento  | Girone                         | Girone                               | Girone    | Ottavi               | Quarti               | Semifinale           | Finale               | Finale          |
| Atleta            | Evento  | Avversario Punteggio           | Avversario Punteggio                 | Posizione | Avversario Punteggio | Avversario Punteggio | Avversario Punteggio | Avversario Punteggio | Posizione       |
| ----------------- | ------- | ------------------------------ | ------------------------------------ | --------- | -------------------- | -------------------- | -------------------- | -------------------- | --------------- |
| Kristína Gavnholt | Singolo | J. Schenk (GER) P 18-21, 14-21 | L. Griga (UKR) V 21-13, 15-21, 21-15 | 2ª        | non qualificata      | non qualificata      | non qualificata      | non qualificata      | non qualificata |

## Canoa/Kayak

### Velocità

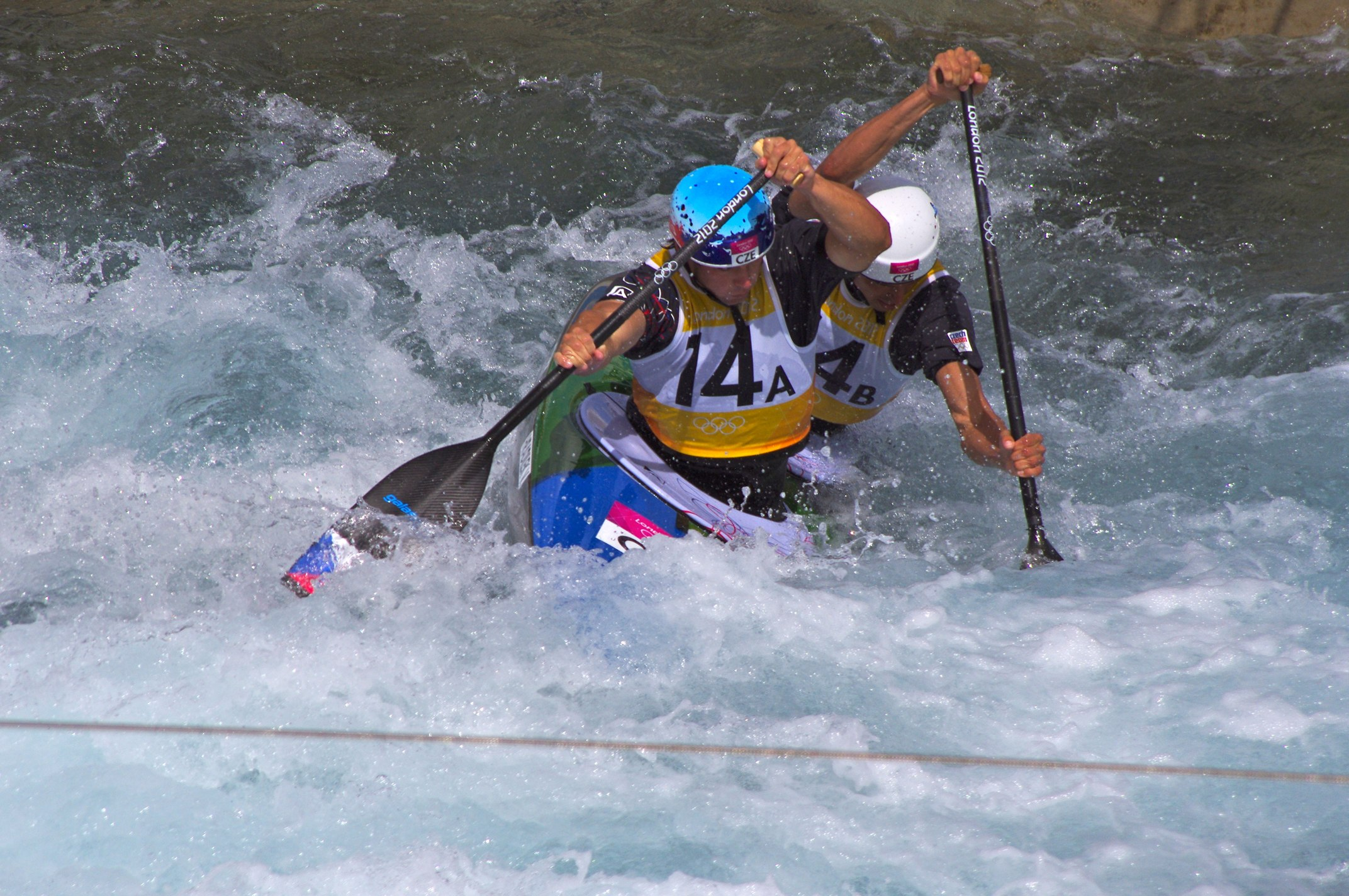
Vavřinec Hradilek (14_{A}) e Stanislav Ježek (14_{B}) nella semifinale dello slalom C-2 maschile.

| FA | Qualificato in finale A (per le medaglie)                       |
| FB | Qualificato in finale B (non per le medaglie)                   |
| Q  | Qualificato al turno successivo per posizione in qualificazione |
| q  | Qualificato al turno successivo per ripescaggio                 |

Maschile
| Atleta                                            | Evento     | Batteria | Batteria   | Semifinale | Semifinale | Finale   | Finale     |
| Atleta                                            | Evento     | Tempo    | Classifica | Tempo      | Classifica | Tempo    | Classifica |
| ------------------------------------------------- | ---------- | -------- | ---------- | ---------- | ---------- | -------- | ---------- |
| Filip Dvořák Jaroslav Radoň                       | C-2 1000 m | 3'38"711 | 4º Q       | 3'37"839   | 2º FA      | 3'37"601 | 5º         |
| Josef Dostál Daniel Havel Jan Štěrba Lukáš Trefil | K-4 1000 m | 2'54"267 | 2º Q       | 2'54"303   | 3º FA      | 2'55"850 |            |

### Slalom

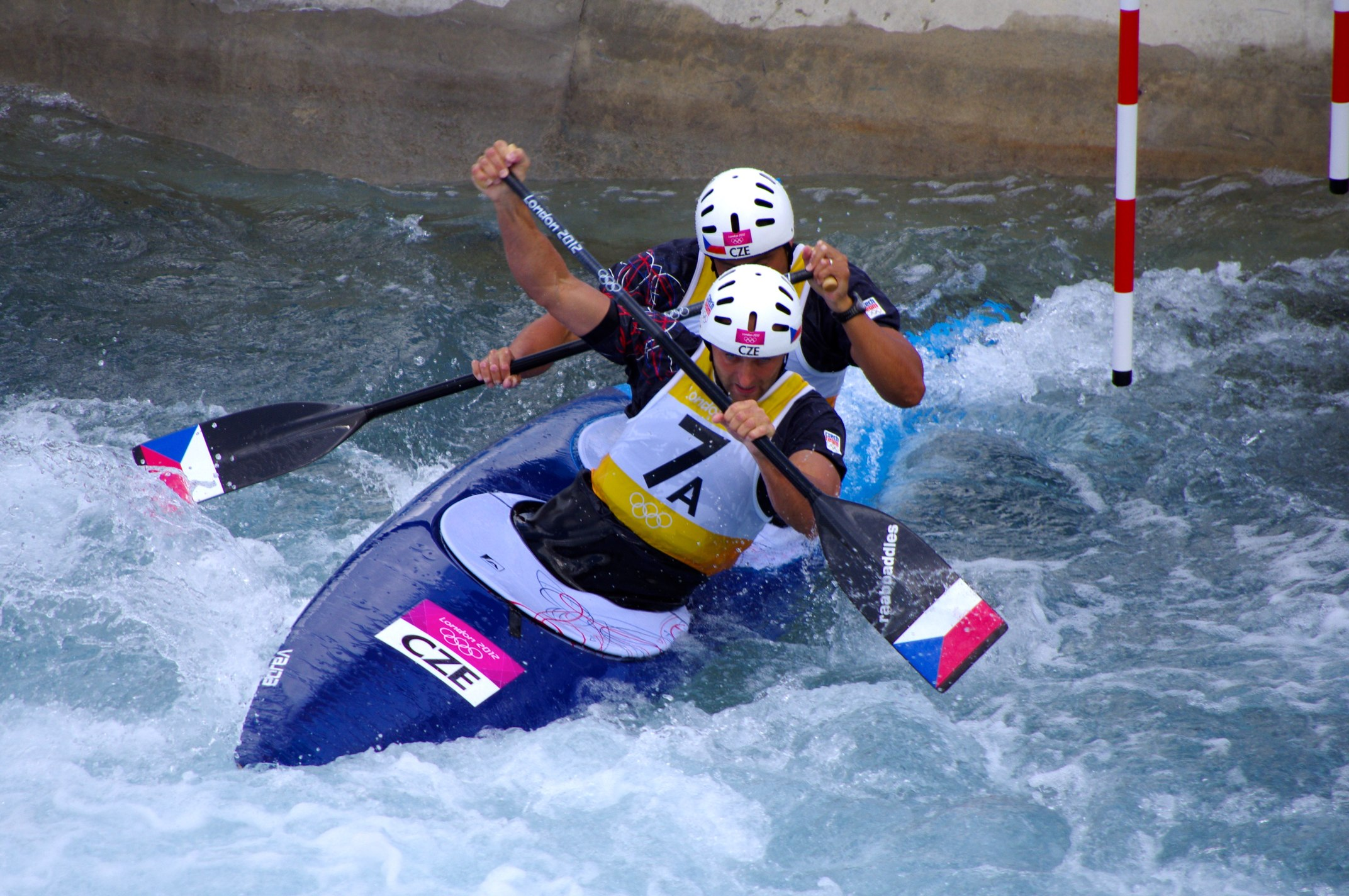
Jaroslav Volf (7_{A}) e Ondřej Štěpánek (7_{B}) nella semifinale dello slalom C-2 maschile.

Maschile
| Atleta                            | Evento | Qualificazioni | Qualificazioni | Qualificazioni | Qualificazioni | Qualificazioni | Qualificazioni | Semifinali | Semifinali | Semifinali | Finale          | Finale          | Finale          |
| Atleta                            | Evento | 1ª manche      | Pos.           | 2ª manche      | Pos.           | Migliore       | Posizione      | Penalità   | Tempo      | Posizione  | Penalità        | Tempo           | Posizione       |
| --------------------------------- | ------ | -------------- | -------------- | -------------- | -------------- | -------------- | -------------- | ---------- | ---------- | ---------- | --------------- | --------------- | --------------- |
| Vavřinec Hradilek                 | K-1    | 87"44          | 2º             | 87"66          | 2º             | 87"44          | 3º Q           | 2"         | 99"58      | 8º Q       | 0"              | 94"78           |                 |
| Stanislav Ježek                   | C-1    | 94"09          | 4º             | 206"82         | 16º            | 94"09          | 9º Q           | 4"         | 104"37     | 7º Q       | 2"              | 105"75          | 5º              |
| Stanislav Ježek Vavřinec Hradilek | C-2    | 106"91         | 8º             | DNS            | DNS            | 106"91         | 9º Q           | 115"50     | 2"         | 9º         | non qualificati | non qualificati | non qualificati |
| Ondřej Štěpánek Jaroslav Volf     | C-2    | 104"00         | 6º             | 150"87         | 11º            | 104"00         | 8º Q           | 112"22     | 2"         | 7º         | non qualificati | non qualificati | non qualificati |

Femminile
| Atleta              | Evento | Qualificazioni | Qualificazioni | Qualificazioni | Qualificazioni | Qualificazioni | Qualificazioni | Semifinali | Semifinali | Semifinali | Finale   | Finale | Finale    |
| Atleta              | Evento | 1ª manche      | Pos.           | 2ª manche      | Pos.           | Migliore       | Posizione      | Penalità   | Tempo      | Posizione  | Penalità | Tempo  | Posizione |
| ------------------- | ------ | -------------- | -------------- | -------------- | -------------- | -------------- | -------------- | ---------- | ---------- | ---------- | -------- | ------ | --------- |
| Štěpánka Hilgertová | K-1    | 101"50         | 3ª             | 100"75         | 3ª             | 100"75         | 5ª Q           | 0"         | 114"10     | 9ª Q       | 0"       | 109"16 | 4ª        |

## Canottaggio
| FA   | Qualificato in finale A (per le medaglie)     |
| FB   | Qualificato in finale B (non per le medaglie) |
| FC   | Qualificato in finale C (non per le medaglie) |
| FD   | Qualificato in finale D (non per le medaglie) |
| FE   | Qualificato in finale E (non per le medaglie) |
| FF   | Qualificato in finale F (non per le medaglie) |
| SA/B | Semifinali A/B                                |
| SC/D | Semifinali C/D                                |
| SE/F | Semifinali E/F                                |
| QF   | Qualificato ai quarti di finale               |
| R    | Ripescaggio                                   |

Maschile
| Atleta                                                    | Evento       | Batteria | Batteria  | Ripescaggio | Ripescaggio | Quarti di finale | Quarti di finale | Semifinali      | Semifinali      | Finale          | Finale    |
| Atleta                                                    | Evento       | Tempo    | Posizione | Tempo       | Posizione   | Tempo            | Posizione        | Tempo           | Posizione       | Tempo           | Posizione |
| --------------------------------------------------------- | ------------ | -------- | --------- | ----------- | ----------- | ---------------- | ---------------- | --------------- | --------------- | --------------- | --------- |
| Ondřej Synek                                              | Singolo      | 6'53"23  | 1° QF     | Bye         | Bye         | 6'53"32          | 1° SA/B          | 7'16"58         | 1° FA           | 6'59"37         |           |
| Milan Bruncvík Michal Horváth Matyáš Klang Jakub Podrazil | 4 senza      | 5'54"37  | 4° R      | 6'04"56     | 4°          | N.D.             | N.D.             | non qualificati | non qualificati | non qualificati | 13°       |
| Jiří Kopáč Jan Vetešník Ondřej Vetešník Miroslav Vraštil  | 4 senza p.l. | 5'52"69  | 4° R      | 6'02"23     | 3° SA/B     | N.D.             | N.D.             | 6'06"85         | 6° FB           | 6'11"49         | 11°       |

Femminile
| Atleta                        | Evento      | Batteria | Batteria  | Ripescaggio | Ripescaggio | Quarti di finale | Quarti di finale | Semifinali | Semifinali | Finale  | Finale    |
| Atleta                        | Evento      | Tempo    | Posizione | Tempo       | Posizione   | Tempo            | Posizione        | Tempo      | Posizione  | Tempo   | Posizione |
| ----------------------------- | ----------- | -------- | --------- | ----------- | ----------- | ---------------- | ---------------- | ---------- | ---------- | ------- | --------- |
| Miroslava Knapková            | Singolo     | 7'24"17  | 1ª QF     | Bye         | Bye         | 7'35"35          | 1ª SA/B          | 7'42"57    | 1ª FA      | 7'54"37 |           |
| Jitka Antošová Lenka Antošová | 2 di coppia | 7'05"05  | 5ª R      | 7'11"68     | 3ª FA       | N.D.             | N.D.             | N.D.       | N.D.       | 7'24"93 | 7ª        |

## Ciclismo

### Ciclismo su strada
Maschile
| Atleta          | Evento         | Tempo     | Classifica |
| --------------- | -------------- | --------- | ---------- |
| Jan Bárta       | Corsa in linea | 5h 46'37" | 75º        |
| Roman Kreuziger | Corsa in linea | 5h 46'05" | 15º        |

### Ciclismo su pista

#### Velocità
Maschile
| Atleta        | Evento               | Qualificazione     | Qualificazione | Trentaduesimi             | Ripescaggio 1             | Sedicesimi                | Ripescaggio 2                              | Quarti di finale     | Semifinali           | Finale                                                             | Finale |
| Atleta        | Evento               | Tempo Velocità     | Pos.           | Avversario Tempo Velocità | Avversario Tempo Velocità | Avversario Tempo Velocità | Avversario Tempo Velocità                  | Avversario Risultato | Avversario Risultato | Avversario Risultato                                               | Pos.   |
| ------------- | -------------------- | ------------------ | -------------- | ------------------------- | ------------------------- | ------------------------- | ------------------------------------------ | -------------------- | -------------------- | ------------------------------------------------------------------ | ------ |
| Pavel Kelemen | Velocità individuale | 10"311 69,828 km/h | 13º            | H. Canelón (VEN) V REL    | Bye                       | J. Watkins (USA) P        | R. Förstemann (GER) B. Esterhuizen (RSA) P | non qualificato      | non qualificato      | 9º posto S. Nakagawa (JPN) B. Esterhuizen (RSA) H. Canelón (VEN) P | 10º    |

#### Keirin
Maschile
| Atleta       | Evento          | 1º turno  | Ripescaggio | Semifinale      | Finale    |
| Atleta       | Evento          | Posizione | Posizione   | Posizione       | Posizione |
| ------------ | --------------- | --------- | ----------- | --------------- | --------- |
| Denis Špička | Keirin maschile | 5 R       | 6º          | non qualificato | 17º       |

### Mountain Bike

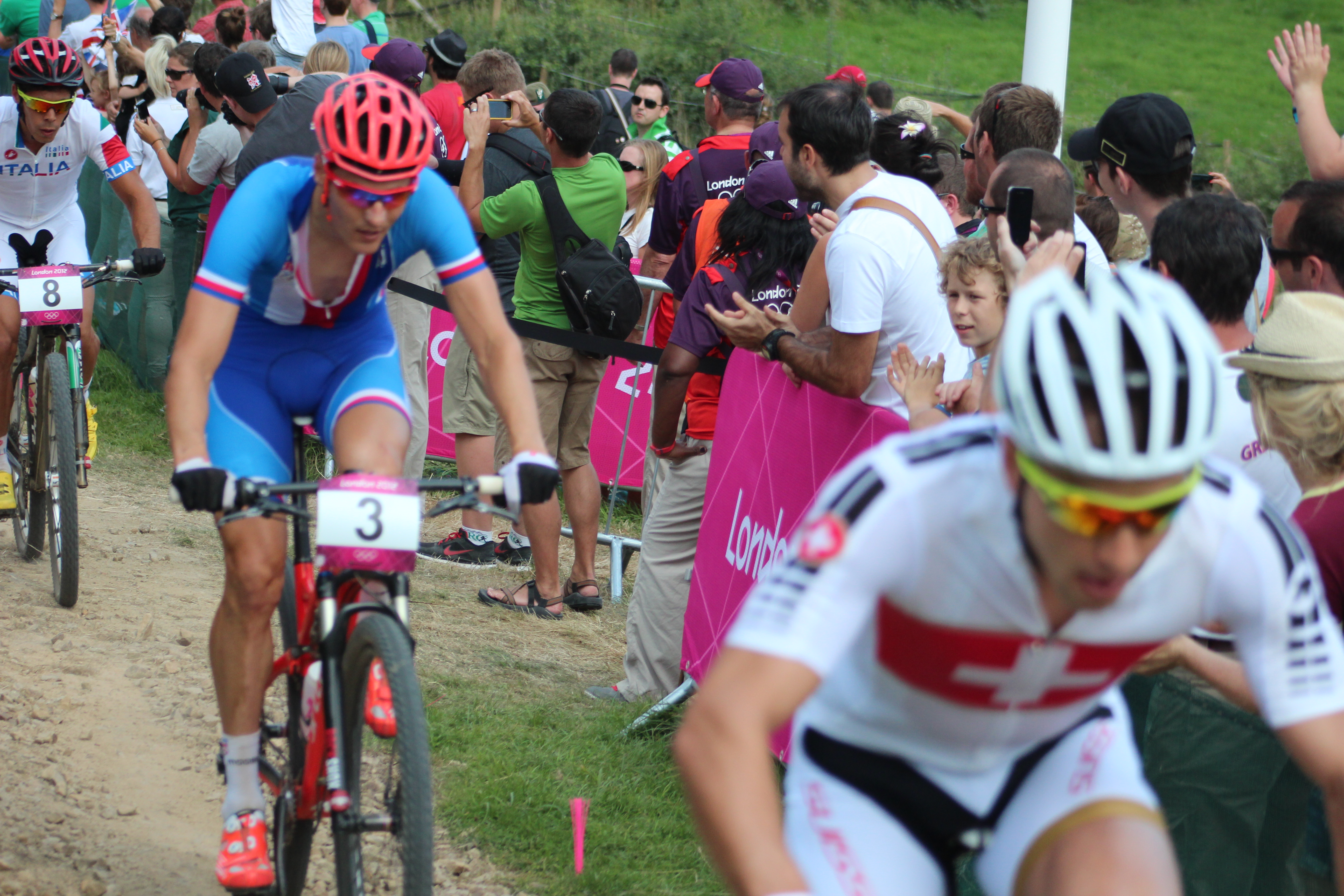
Jaroslav Kulhavý (3, in blu) tra Nino Schurter e Marco Aurelio Fontana (8) nella gara di mountain bike.

Maschile
| Atleta           | Evento        | Tempo     | Classifica |
| ---------------- | ------------- | --------- | ---------- |
| Ondřej Cink      | Cross-country | 1h 32'16" | 14°        |
| Jaroslav Kulhavý | Cross-country | 1h 29'07" |            |
| Jan Škarnitzl    | Cross-country | 1h 31'48" | 12°        |

Femminile
| Atleta        | Evento        | Tempo     | Classifica |
| ------------- | ------------- | --------- | ---------- |
| Kateřina Nash | Cross-country | 1h 36'22" | 14ª        |

### BMX
Femminile
| Atleta            | Evento      | Seeding   | Seeding   | Semifinale | Semifinale | Finale          | Finale          |
| Atleta            | Evento      | Risultato | Posizione | Punti      | Posizione  | Risultato       | Posizione       |
| ----------------- | ----------- | --------- | --------- | ---------- | ---------- | --------------- | --------------- |
| Aneta Hladíková   | Individuale | 40"846    | 10ª       | 16 p.ti    | 5ª         | non qualificata | non qualificata |
| Romana Labounková | Individuale | 41"096    | 11ª       | 17 p.ti    | 6ª         | non qualificata | non qualificata |

## Ginnastica

### Ginnastica artistica
Maschile
| Atleta         | Evento                                       | Qualificazione | Qualificazione | Qualificazione | Qualificazione | Qualificazione | Qualificazione | Qualificazione | Qualificazione | Finale          | Finale          | Finale          | Finale          | Finale          | Finale          | Finale          | Finale          |
| Atleta         | Evento                                       | Attrezzo       | Attrezzo       | Attrezzo       | Attrezzo       | Attrezzo       | Attrezzo       | Totale         | Posizione      | Attrezzo        | Attrezzo        | Attrezzo        | Attrezzo        | Attrezzo        | Attrezzo        | Totale          | Posizione       |
| Atleta         | Evento                                       | CL             | C              | A              | V              | P              | S              | Totale         | Posizione      | CL              | C               | A               | V               | P               | S               | Totale          | Posizione       |
| -------------- | -------------------------------------------- | -------------- | -------------- | -------------- | -------------- | -------------- | -------------- | -------------- | -------------- | --------------- | --------------- | --------------- | --------------- | --------------- | --------------- | --------------- | --------------- |
| Martin Konečný | Concorso individuale Qualificazioni maschili | 14,266         | 12,900         | 13,166         | 14,866         | 13,733         | 14,100         | 83,031         | 34º            | non qualificato | non qualificato | non qualificato | non qualificato | non qualificato | non qualificato | non qualificato | non qualificato |

Femminile
| Atleta            | Evento                                        | Qualificazione | Qualificazione | Qualificazione | Qualificazione | Qualificazione | Qualificazione | Finale          | Finale          | Finale          | Finale          | Finale          | Finale          |
| Atleta            | Evento                                        | Attrezzo       | Attrezzo       | Attrezzo       | Attrezzo       | Totale         | Posizione      | Attrezzo        | Attrezzo        | Attrezzo        | Attrezzo        | Totale          | Posizione       |
| Atleta            | Evento                                        | CL             | V              | P              | S              | Totale         | Posizione      | CL              | V               | P               | S               | Totale          | Posizione       |
| ----------------- | --------------------------------------------- | -------------- | -------------- | -------------- | -------------- | -------------- | -------------- | --------------- | --------------- | --------------- | --------------- | --------------- | --------------- |
| Kristýna Pálešová | Concorso individuale Qualificazioni femminili | 12,966         | 13,800         | 14,133         | 9,700          | 50,599         | 47ª            | non qualificata | non qualificata | non qualificata | non qualificata | non qualificata | non qualificata |

### Trampolino elastico
Femminile
| Atleta           | Evento      | Qualificazioni | Qualificazioni | Finale          | Finale          |
| Atleta           | Evento      | Punteggio      | Classifica     | Punteggio       | Classifica      |
| ---------------- | ----------- | -------------- | -------------- | --------------- | --------------- |
| Zita Frydrychová | Individuale | 76,560         | 15ª            | non qualificata | non qualificata |

## Judo
Maschile
| Atleta        | Evento  | Preliminari          | 16-esimi                     | Ottavi                         | Quarti                            | Semifinali           | Ripescaggio                 | Med. bronzo          | Finale               | Posizione       |
| Atleta        | Evento  | Avversario Risultato | Avversario Risultato         | Avversario Risultato           | Avversario Risultato              | Avversario Risultato | Avversario Risultato        | Avversario Risultato | Avversario Risultato | Posizione       |
| ------------- | ------- | -------------------- | ---------------------------- | ------------------------------ | --------------------------------- | -------------------- | --------------------------- | -------------------- | -------------------- | --------------- |
| Jaromír Ježek | −73 kg  | Bye                  | A. Smith (SAM) V (0100-0000) | Wang K.-c. (KOR) P (0001-0010) | non qualificato                   | non qualificato      | non qualificato             | non qualificato      | non qualificato      | non qualificato |
| Jaromír Musil | −81 kg  | N.D.                 | S. Toma (MDA) P (0001-1000)  | non qualificato                | non qualificato                   | non qualificato      | non qualificato             | non qualificato      | non qualificato      | non qualificato |
| Lukáš Krpálek | −100 kg | N.D.                 | Bye                          | T. Anai (JPN) V (1001-0000)    | T. Chajbulaev (RUS) P (0011-0100) | non qualificato      | H. Grol (NED) P (0000-1010) | non qualificato      | non qualificato      | 7º              |

## Lotta
| VT | Vittoria per atterramento                           |
| PP | Vittoria a punti (lo sconfitto con punti tecnici)   |
| PO | Vittoria a punti (lo sconfitto senza punti tecnici) |

### Greco-Romana
Maschile
| Atleta     | Evento | Qualificazione       | Ottavi                                    | Quarti               | Semifinali           | Ripescaggio Turno 2  | Ripescaggio Turno 2  | Finale               | Pos. |
| Atleta     | Evento | Avversario Risultato | Avversario Risultato                      | Avversario Risultato | Avversario Risultato | Avversario Risultato | Avversario Risultato | Avversario Risultato | Pos. |
| ---------- | ------ | -------------------- | ----------------------------------------- | -------------------- | -------------------- | -------------------- | -------------------- | -------------------- | ---- |
| David Vála | -96 kg | Bye                  | Y. Estrada (CUB) P 1-3 PP (0-1, 1-0, 0-1) | non qualificato      | non qualificato      | non qualificato      | non qualificato      | non qualificato      | 12º  |

## Nuoto e sport acquatici

### Nuoto
Maschile
| Atleta        | Evento              | Batterie | Batterie   | Semifinali      | Semifinali      | Finale          | Finale          |
| Atleta        | Evento              | Tempo    | Classifica | Tempo           | Classifica      | Tempo           | Classifica      |
| ------------- | ------------------- | -------- | ---------- | --------------- | --------------- | --------------- | --------------- |
| Jan Micka     | 1500 m stile libero | 15'29"34 | 24º        | N.D.            | N.D.            | non qualificato | non qualificato |
| Martin Verner | 100 m stile libero  | 49"49    | 23º        | non qualificato | non qualificato | non qualificato | non qualificato |

Femminile
| Atleta              | Evento         | Batterie | Batterie   | Semifinali      | Semifinali      | Finale          | Finale          |
| Atleta              | Evento         | Tempo    | Classifica | Tempo           | Classifica      | Tempo           | Classifica      |
| ------------------- | -------------- | -------- | ---------- | --------------- | --------------- | --------------- | --------------- |
| Simona Baumrtová    | 100 m dorso    | 59"99    | 10ª Q      | 1'00"02         | 10ª             | non qualificata | non qualificata |
| Simona Baumrtová    | 200 m dorso    | 2'10"03  | 12ª Q      | 2'10"18         | 14ª             | non qualificata | non qualificata |
| Petra Chocová       | 100 m rana     | 1'08"59  | 24ª        | non qualificata | non qualificata | non qualificata | non qualificata |
| Martina Moravčíková | 200 m rana     | 2'28"54  | 26ª        | non qualificata | non qualificata | non qualificata | non qualificata |
| Jana Pechanová      | Maratona 10 km | N.D.     | N.D.       | N.D.            | N.D.            | 1h 58'52"8      | 9ª              |
| Barbora Závadová    | 200 m misti    | 2'17"54  | 32ª        | non qualificata | non qualificata | non qualificata | non qualificata |
| Barbora Závadová    | 400 m misti    | 4'41"84  | 15ª        | N.D.            | N.D.            | non qualificata | non qualificata |

### Nuoto sincronizzato
| Atleta                          | Evento | Programma tecnico (Preliminari) | Programma tecnico (Preliminari) | Programma libero (Preliminari) | Programma libero (Preliminari) | Programma libero (Preliminari) | Programma libero (Preliminari) | Programma libero (Finale) | Programma libero (Finale) |
| Atleta                          | Evento | Punti                           | Classifica                      | Punti                          | Classifica                     | Punti totali                   | Classifica                     | Punti                     | Classifica                |
| ------------------------------- | ------ | ------------------------------- | ------------------------------- | ------------------------------ | ------------------------------ | ------------------------------ | ------------------------------ | ------------------------- | ------------------------- |
| Soňa Bernardová Alžběta Dufková | Duo    | 85,800                          | 14ª                             | 86,040                         | 14ª                            | 171,840                        | 14ª                            | non qualificate           | non qualificate           |

## Pallacanestro

### Femminile
Rosa
| N° | Naz.                 | Ruolo | Sportivo           | Anno | Alt.   |  | Squadra di club      |  |
| -- | -------------------- | ----- | ------------------ | ---- | ------ |  | -------------------- |  |
| 4  | Rep. Ceca (bandiera) | A     | Jana Veselá        | 1983 | 1,94 m |  | Antakya Belediyespor |  |
| 5  | Rep. Ceca (bandiera) | A     | Michaela Zrůstová  | 1987 | 1,86 m |  | Frisco SIKA Brno     |  |
| 6  | Rep. Ceca (bandiera) | P     | Kateřina Bartoňová | 1990 | 1,74 m |  | VS Praga             |  |
| 7  | Rep. Ceca (bandiera) | AP    | Kateřina Zohnová   | 1984 | 1,79 m |  | USO Mondeville       |  |
| 8  | Rep. Ceca (bandiera) | C     | Ilona Burgrová     | 1984 | 1,95 m |  | ZVVZ USK Praga       |  |
| 9  | Rep. Ceca (bandiera) | G     | Hana Horáková      | 1979 | 1,79 m |  | UMMC Ekaterinburg    |  |
| 10 | Rep. Ceca (bandiera) | C     | Alena Hanušová     | 1991 | 1,90 m |  | Frisco SIKA Brno     |  |
| 11 | Rep. Ceca (bandiera) | G     | Kateřina Elhotová  | 1989 | 1,80 m |  | ZVVZ USK Praga       |  |
| 12 | Rep. Ceca (bandiera) | G     | Lenka Bartáková    | 1991 | 1,75 m |  | VS Praga             |  |
| 13 | Rep. Ceca (bandiera) | C     | Petra Kulichová    | 1984 | 1,98 m |  | Dobrí anjeli Košice  |  |
| 14 | Rep. Ceca (bandiera) | G     | Tereza Pecková     | 1987 | 1,90 m |  | Frisco SIKA Brno     |  |
| 15 | Rep. Ceca (bandiera) | A     | Eva Vítečková      | 1982 | 1,90 m |  | ZVVZ USK Praga       |  |

- Allenatore:  Lubor Blažek

Fase a gironi - Gruppo A
| Arbitri: | Jorge Vázquez Vaughan Mayberry Carole Delaune |

|           |          |                  |
| Ma 16     | Punti    | 14 Vítečková     |
| Miao 8    | Assist   | 3 tre giocatrici |
| Chen N. 8 | Rimbalzi | 9 Horáková       |

| Arbitri: | Pablo Estévez Shoko Suguro Samir Abaakil |

|                       |          |                   |
| Veselá 19             | Punti    | 11 tre giocatrici |
| Bartoňová, Elhotová 4 | Assist   | 4 Vardarlı        |
| tre giocatrici 6      | Rimbalzi | 13 Yılmaz         |

| Arbitri: | Cristiano Maranho Guerrino Cerebuch Carole Delauné |

|           |          |             |
| Mandir 20 | Punti    | 20 Elhotová |
| Mandir 3  | Assist   | 7 Veselá    |
| Mandir 6  | Rimbalzi | 10 Horáková |

| Arbitri: | Elena Chernova Marcos Benito Vitalis Gode |

|                      |          |            |
| Zrůstová 15          | Punti    | 18 Taurasi |
| Kateřina Bartoňová 3 | Assist   | 9 Bird     |
| Pecková 5            | Rimbalzi | 15 Charles |

| Arbitri: | Rabah Noujaim Vaughan Mayberry Vitalis Gode |

|                      |          |             |
| Maurício 18          | Punti    | 20 Zrůstová |
| Eusébio, Guadalupe 2 | Assist   | 4 Elhotová  |
| Manuel 11            | Rimbalzi | 9 Horáková  |

| Squadra     | P.ti | G | V | P | PF  | PS  | DP   |
| ----------- | ---- | - | - | - | --- | --- | ---- |
| Stati Uniti | 10   | 5 | 5 | 0 | 462 | 279 | +183 |
| Turchia     | 9    | 5 | 4 | 1 | 343 | 316 | +27  |
| Cina        | 8    | 5 | 3 | 2 | 346 | 363 | -17  |
| Rep. Ceca   | 7    | 5 | 2 | 3 | 346 | 332 | +14  |
| Croazia     | 6    | 5 | 1 | 4 | 324 | 379 | -55  |
| Angola      | 5    | 5 | 0 | 5 | 243 | 395 | -152 |

Quarti di finale
| Arbitri: | Marcos Benito Felicia Grinter Rabah Noujaim |

|           |          |              |
| Dumerc 23 | Punti    | 17 Vítečková |
| Dumerc 6  | Assist   | 5 Horáková   |
| Gruda 7   | Rimbalzi | 7 Horáková   |

 Rep. Ceca eliminata ai quarti di finale. Posizione nella classifica finale: 7º posto

## Pallavolo/Beach volley

### Beach volley

#### Maschile

##### Coppia Beneš - Kubala
Rosa
|  | Naz.                 |  | Sportivo       | Anno | Alt.   |  |
|  | -------------------- |  | -------------- | ---- | ------ |  |
|  | Rep. Ceca (bandiera) |  | Petr Beneš     | 1974 | 1,97 m |  |
|  | Rep. Ceca (bandiera) |  | Přemysl Kubala | 1973 | 1,92 m |  |

Fase a gironi - Girone B
| Londra 29 luglio 2012, ore 10:00 BST | Herrera-Gavira                               | 2 – 0 (25-23; 21-16) referto | Beneš-Kubala | Horse Guards Parade\| Arbitri: \| Rui Miranda Carvalho Darryl Lawrence Friesen \| |
| Arbitri:                             | Rui Miranda Carvalho Darryl Lawrence Friesen |                              |              |                                                                                   |

| Londra 31 luglio 2012, ore 9:00 BST | Beneš-Kubala                       | 2 – 1 (17-21; 21-12; 15-7) referto | Asahi-Shiratori | Horse Guards Parade\| Arbitri: \| Damien Searle Rui Miranda Carvalho \| |
| Arbitri:                            | Damien Searle Rui Miranda Carvalho |                                    |                 |                                                                         |

| Londra 2 agosto 2012, ore 21:00 BST | Rogers-Dalhausser                       | 2 – 0 (21-13; 21-15) referto | Beneš-Kubala | Horse Guards Parade\| Arbitri: \| Jonas Personeni Darryl Lawrence Friesen \| |
| Arbitri:                            | Jonas Personeni Darryl Lawrence Friesen |                              |              |                                                                              |

| Pos. | Coppie            | Pt | G | V | P | Sv | Sp | Sr    | Pv  | Pp  | Pr    |
| ---- | ----------------- | -- | - | - | - | -- | -- | ----- | --- | --- | ----- |
| 1    | Rogers-Dalhausser | 6  | 3 | 3 | 0 | 6  | 1  | 6.000 | 138 | 110 | 1.255 |
| 2    | Herrera-Gavira    | 5  | 3 | 2 | 1 | 5  | 2  | 2.500 | 139 | 132 | 1.053 |
| 3    | Beneš-Kubala      | 4  | 3 | 1 | 2 | 2  | 5  | 0.400 | 120 | 128 | 0.938 |
| 4    | Asahi-Shiratori   | 3  | 3 | 0 | 3 | 1  | 6  | 0.167 | 111 | 138 | 0.804 |

 Coppia Beneš-Kubala: Eliminata - Posizione nella classifica finale: 17º posto pari merito con la coppia del  Canada

#### Femminile

##### Coppia Háječková - Klapalová
Rosa
|  | Naz.                 |  | Sportivo        | Anno | Alt.   |  |
|  | -------------------- |  | --------------- | ---- | ------ |  |
|  | Rep. Ceca (bandiera) |  | Lenka Háječková | 1978 | 1,82 m |  |
|  | Rep. Ceca (bandiera) |  | Hana Klapalová  | 1982 | 1,82 m |  |

Fase a gironi - Girone A
| Londra 28 luglio 2012, ore 10:00 BST | Holtwick-Semmler                                     | 2 – 0 (21-16; 21-18) referto | Klapalová-Háječková | Horse Guards Parade\| Arbitri: \| Agnieszka Myszkowska Maria Paes Villas-Boas da Fonse \| |
| Arbitri:                             | Agnieszka Myszkowska Maria Paes Villas-Boas da Fonse |                              |                     |                                                                                           |

| Londra 30 luglio 2012, ore 9:00 BST | Klapalová-Háječková                                   | 2 – 0 (21-10; 21-11) referto | Li Yuk Lo-Rigobert | Horse Guards Parade\| Arbitri: \| Amina Abdou Elsergany Maria Paes Villas-Boas da Fonse \| |
| Arbitri:                            | Amina Abdou Elsergany Maria Paes Villas-Boas da Fonse |                              |                    |                                                                                            |

| Londra 1º agosto 2012, ore 15:30 BST | Larissa-Juliana                   | 2 – 0 (21-12; 21-18) referto | Klapalová-Háječková | Horse Guards Parade\| Arbitri: \| Miguel Ramirez Rivera Marc Berard \| |
| Arbitri:                             | Miguel Ramirez Rivera Marc Berard |                              |                     |                                                                        |

| Pos. | Coppie              | Pt | G | V | P | Sv | Sp | Sr    | Pv  | Pp  | Pr    |
| ---- | ------------------- | -- | - | - | - | -- | -- | ----- | --- | --- | ----- |
| 1    | Larissa-Juliana     | 6  | 3 | 3 | 0 | 6  | 0  | MAX   | 126 | 76  | 1.658 |
| 2    | Holtwick-Semmler    | 5  | 3 | 2 | 1 | 4  | 2  | 2.000 | 115 | 97  | 1.186 |
| 3    | Klapalová-Háječková | 4  | 3 | 1 | 2 | 2  | 4  | 0.500 | 106 | 105 | 1.010 |
| 4    | Li Yuk Lo-Rigobert  | 3  | 3 | 0 | 3 | 0  | 6  | 0.000 | 57  | 126 | 0.452 |

Lucky loser
| Londra 2 agosto 2012, ore 22:00 BST | Klapalová-Háječková            | 0 – 2 (17-21; 17-21) referto | Meppelink-van Gestel | Horse Guards Parade\| Arbitri: \| Damien Searle Catriona Tweedie \| |
| Arbitri:                            | Damien Searle Catriona Tweedie |                              |                      |                                                                     |

 Coppia Háječková-Klapalová: Eliminata - Posizione nella classifica finale: 17º posto pari merito con la coppia del  Regno Unito

##### Coppia Kolocová - Sluková
Rosa
|  | Naz.                 |  | Sportivo          | Anno | Alt.   |  |
|  | -------------------- |  | ----------------- | ---- | ------ |  |
|  | Rep. Ceca (bandiera) |  | Kristýna Kolocová | 1988 | 1,70 m |  |
|  | Rep. Ceca (bandiera) |  | Markéta Sluková   | 1988 | 1,82 m |  |

Fase a gironi - Girone C
| Londra 28 luglio 2012, ore 15:30 BST | Sluková-Kolocová                      | 2 – 1 (10-21; 21-13; 15-13) referto | D. Schwaiger-S. Schwaiger | Horse Guards Parade\| Arbitri: \| Catriona Tweedie Rui Miranda Carvalho \| |
| Arbitri:                             | Catriona Tweedie Rui Miranda Carvalho |                                     |                           |                                                                            |

| Londra 30 luglio 2012, ore 23:00 BST | May-Treanor-Walsh                     | 2 – 0 (21-14; 21-19) referto | Sluková-Kolocová | Horse Guards Parade\| Arbitri: \| Jonas Personeni Amina Abdou Elsergany \| |
| Arbitri:                             | Jonas Personeni Amina Abdou Elsergany |                              |                  |                                                                            |

| Londra 1º agosto 2012, ore 22:00 BST | Sluková-Kolocová                                      | 2 – 1 (21-16; 18-21; 15-11) referto | Cook-Hinchley | Horse Guards Parade\| Arbitri: \| Maria Paes Villas-Boas da Fonse Amina Abdou Elsergany \| |
| Arbitri:                             | Maria Paes Villas-Boas da Fonse Amina Abdou Elsergany |                                     |               |                                                                                            |

| Pos. | Coppie                    | Pt | G | V | P | Sv | Sp | Sr    | Pv  | Pp  | Pr    |
| ---- | ------------------------- | -- | - | - | - | -- | -- | ----- | --- | --- | ----- |
| 1    | May-Treanor-Walsh         | 6  | 3 | 3 | 0 | 6  | 1  | 6.000 | 137 | 109 | 1.257 |
| 2    | Sluková-Kolocová          | 5  | 3 | 2 | 1 | 4  | 4  | 1.000 | 133 | 137 | 0.971 |
| 3    | D. Schwaiger-S. Schwaiger | 4  | 3 | 1 | 2 | 4  | 4  | 1.000 | 141 | 150 | 0.940 |
| 4    | Cook-Hinchley             | 3  | 3 | 0 | 3 | 2  | 6  | 0.333 | 136 | 151 | 0.901 |

Ottavi di finale
| Londra 4 agosto 2012, ore 18:00 BST | Talita-Antonelli                           | 1 – 2 (16-21; 22-20; 9-15) referto | Sluková-Kolocová | Horse Guards Parade\| Arbitri: \| Miguel Ramirez Rivera Agnieszka Myszkowska \| |
| Arbitri:                            | Miguel Ramirez Rivera Agnieszka Myszkowska |                                    |                  |                                                                                 |

Quarti di finale
| Londra 5 agosto 2012, ore 22:00 BST | Sluková-Kolocová                             | 0 – 2 (23-25; 18-21) referto | Kessy-Ross | Horse Guards Parade\| Arbitri: \| Rui Miranda Carvalho Darryl Lawrence Friesen \| |
| Arbitri:                            | Rui Miranda Carvalho Darryl Lawrence Friesen |                              |            |                                                                                   |

 Coppia Kolocová-Sluková: Eliminata - Posizione nella classifica finale: 5º posto pari merito con le coppie di  Austria,  Germania e  Italia

## Pentathlon moderno
| Atleta          | Evento         | Scherma   | Scherma   | Scherma  | Nuoto   | Nuoto     | Nuoto    | Equitazione | Equitazione | Equitazione | Combinato: corsa/pistola | Combinato: corsa/pistola | Combinato: corsa/pistola | Totale | Posizione finale |
| Atleta          | Evento         | Risultati | Posizione | PM punti | Tempo   | Posizione | PM punti | Penalità    | Posizione   | Punti PM    | Tempo                    | Posizione                | Punti PM                 | Totale | Posizione finale |
| --------------- | -------------- | --------- | --------- | -------- | ------- | --------- | -------- | ----------- | ----------- | ----------- | ------------------------ | ------------------------ | ------------------------ | ------ | ---------------- |
| Ondřej Polívka  | Gara maschile  | 12–23     | =34º      | 688      | 2'02"71 | =10º      | 1328     | 64          | 15º         | 1136        | 10'25"99                 | 4º                       | 2500                     | 5652   | 15º              |
| David Svoboda   | Gara maschile  | 26–9      | 1º        | 1024     | 2'04"84 | 17º       | 1304     | 68          | 16º         | 1132        | 10'33"02                 | 6º                       | 2468                     | 5928   |                  |
| Natalie Dianová | Gara femminile | 17-18     | =19ª      | 808      | 2'13"78 | 7ª        | 1196     | 144         | 28ª         | 1056        | 12'33"61                 | 23ª                      | 1988                     | 5048   | 22ª              |

## Pugilato

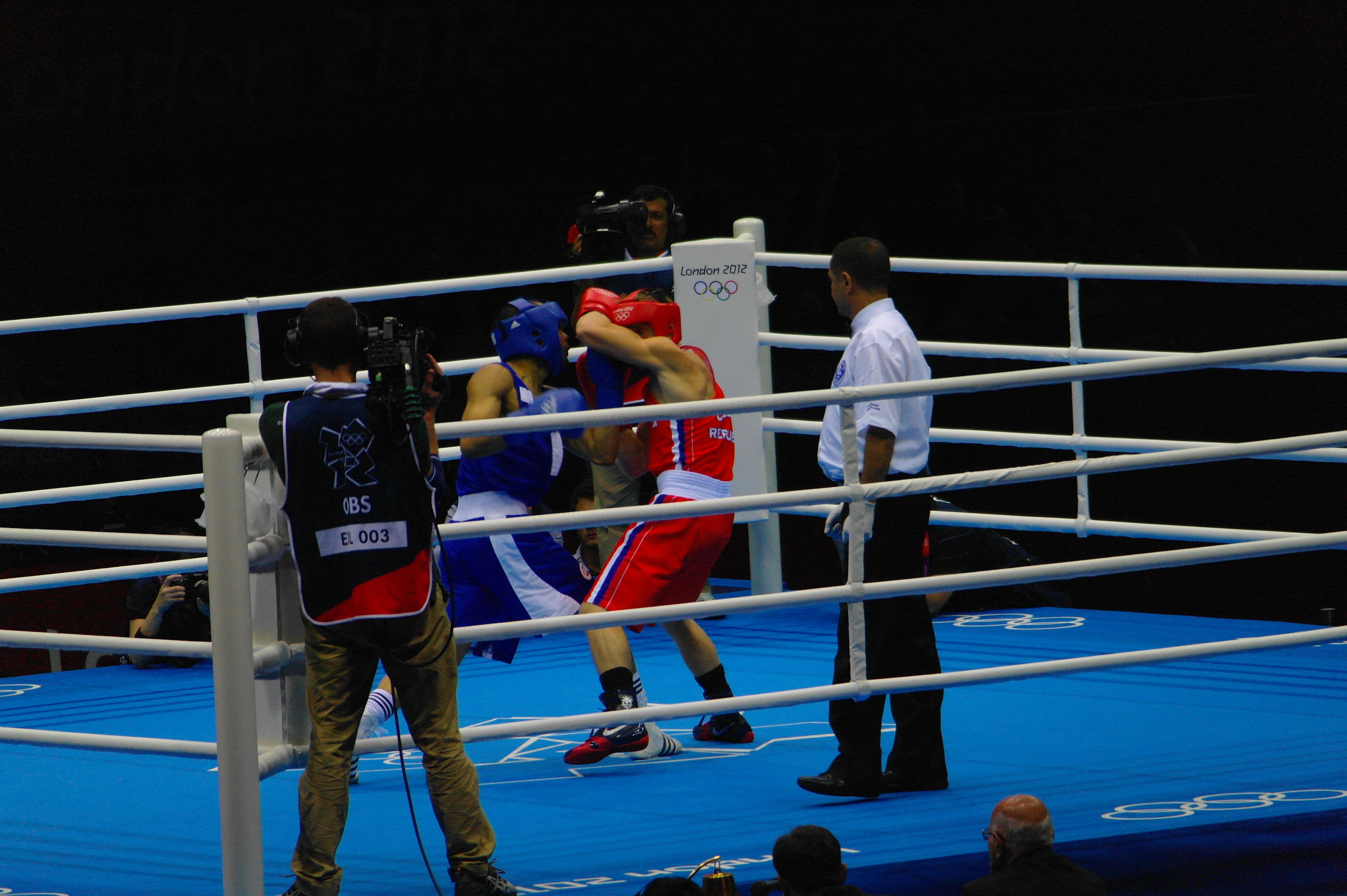
Zdeněk Chládek (in rosso) sul ring contro il mongolo Uranchimegiin Mönkh-Erdene.

Maschile
| Atleta         | Evento                     | Sedicesimi                    | Ottavi di finale     | Quarti di finale     | Semifinali           | Finale               | Pos. |
| Atleta         | Evento                     | Avversario Risultato          | Avversario Risultato | Avversario Risultato | Avversario Risultato | Avversario Risultato | Pos. |
| -------------- | -------------------------- | ----------------------------- | -------------------- | -------------------- | -------------------- | -------------------- | ---- |
| Zdeněk Chládek | Pesi superleggeri (-64 kg) | U. Mönkh-Erdene (MGL) P 12-20 | non qualificato      | non qualificato      | non qualificato      | non qualificato      | 17º  |

## Sollevamento pesi
Maschile
| Atleta     | Evento  | Strappo   | Strappo    | Slancio   | Slancio    | Totale | Classifica |
| Atleta     | Evento  | Risultato | Classifica | Risultato | Classifica | Totale | Classifica |
| ---------- | ------- | --------- | ---------- | --------- | ---------- | ------ | ---------- |
| Jiří Orság | +105 kg | 187 kg    | 9º         | 239 kg    | 5º         | 426 kg | 7º         |

## Tennis

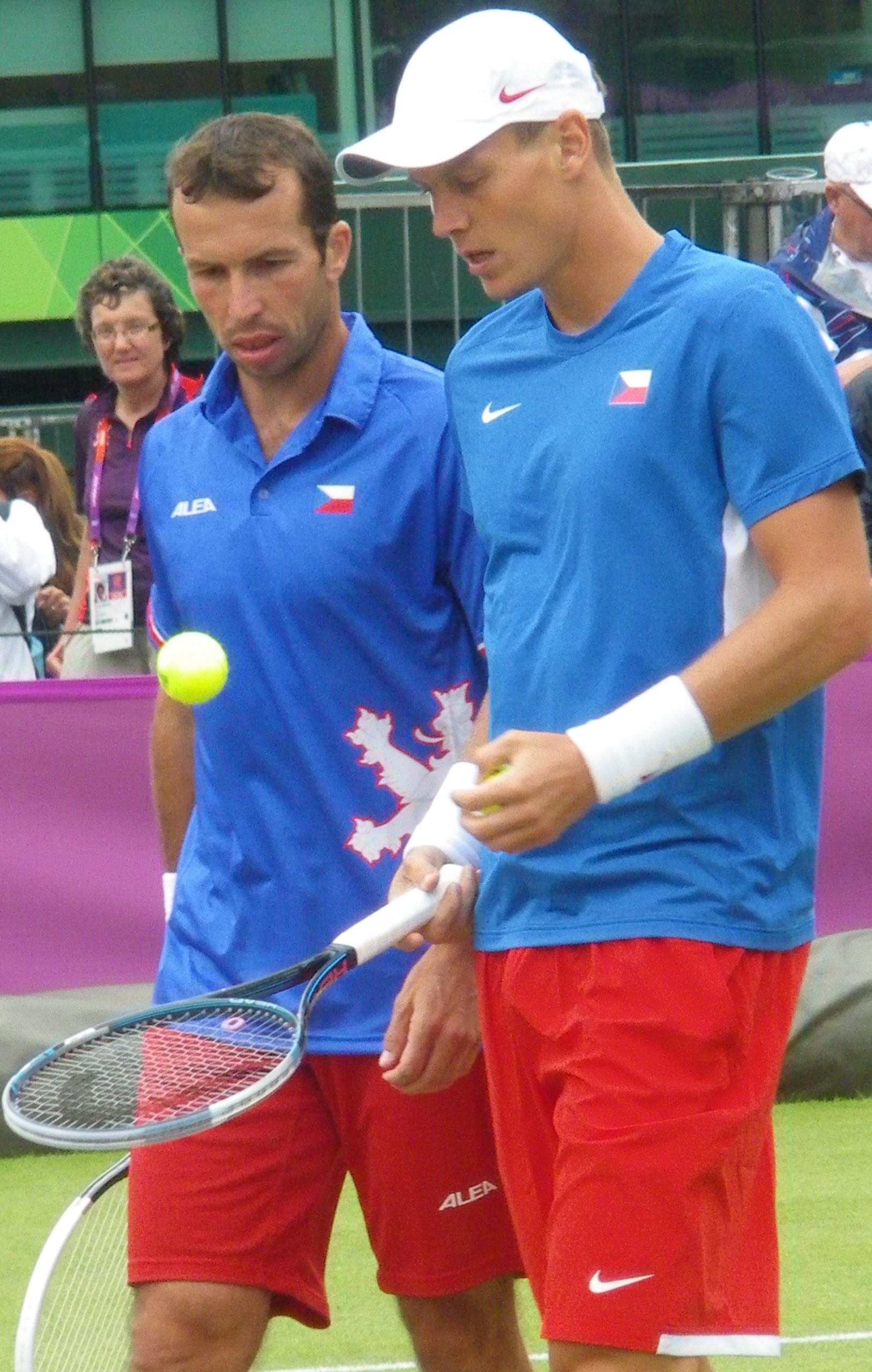
Tomáš Berdych e Radek Štěpánek nel corso della prima partita del doppio maschile.

Maschile
| Atleta                       | Evento  | 32-esimi                            | 16-esimi                                              | Ottavi                                           | Quarti               | Semifinali           | Finale               | Pos.            |
| Atleta                       | Evento  | Avversario Risultato                | Avversario Risultato                                  | Avversario Risultato                             | Avversario Risultato | Avversario Risultato | Avversario Risultato | Pos.            |
| ---------------------------- | ------- | ----------------------------------- | ----------------------------------------------------- | ------------------------------------------------ | -------------------- | -------------------- | -------------------- | --------------- |
| Tomáš Berdych                | Singolo | S. Darcis (BEL) P 0-2 (4-6, 4-6)    | non qualificato                                       | non qualificato                                  | non qualificato      | non qualificato      | non qualificato      | non qualificato |
| Radek Štěpánek               | Singolo | N. Davydenko (RUS) P 1-2 (4-6, 3-6) | non qualificato                                       | non qualificato                                  | non qualificato      | non qualificato      | non qualificato      | non qualificato |
| Tomáš Berdych Radek Štěpánek | Doppio  | N.D.                                | D. Bracciali/ A. Seppi (ITA) V 2-1 (4-6, 7-67-5, 6-4) | M. Melo/ B. Soares (BRA) P 1-2 (6-1, 4-6, 22-24) | non qualificati      | non qualificati      | non qualificati      | non qualificati |

Femminile
| Atleta                           | Evento  | 32-esimi                                  | 16-esimi                                           | Ottavi                                 | Quarti                                           | Semifinali                                     | Finale                                          | Pos.            |
| Atleta                           | Evento  | Avversario Risultato                      | Avversario Risultato                               | Avversario Risultato                   | Avversario Risultato                             | Avversario Risultato                           | Avversario Risultato                            | Pos.            |
| -------------------------------- | ------- | ----------------------------------------- | -------------------------------------------------- | -------------------------------------- | ------------------------------------------------ | ---------------------------------------------- | ----------------------------------------------- | --------------- |
| Petra Cetkovská                  | Singolo | A. Kerber (GER) P 0-2 (1-6, 0-3r)         | non qualificata                                    | non qualificata                        | non qualificata                                  | non qualificata                                | non qualificata                                 | non qualificata |
| Petra Kvitová                    | Singolo | K. Bondarenko (UKR) V 2-1 (6-4, 5-7, 6-4) | Peng S. (CHN) V 2-1 (7-5, 2-6, 6-1)                | F. Pennetta (ITA) V 2-1 (6-3, 6-0)     | M. Kirilenko (RUS) P 0-2 (6-73-7, 3-6)           | non qualificata                                | non qualificata                                 | non qualificata |
| Lucie Šafářová                   | Singolo | L. Robson (GBR) P 0-2 (6-74-7, 4-6)       | non qualificata                                    | non qualificata                        | non qualificata                                  | non qualificata                                | non qualificata                                 | non qualificata |
| Klára Zakopalová                 | Singolo | F. Schiavone (ITA) P 1-2 (3-6, 6-3, 4-6)  | non qualificata                                    | non qualificata                        | non qualificata                                  | non qualificata                                | non qualificata                                 | non qualificata |
| Petra Cetkovská Lucie Šafářová   | Doppio  | N.D.                                      | S. Errani/ R. Vinci (ITA) P 0-2 (2-6, 3-6)         | non qualificate                        | non qualificate                                  | non qualificate                                | non qualificate                                 | non qualificate |
| Andrea Hlaváčková Lucie Hradecká | Doppio  | N.D.                                      | T. Babos/ Á. Szávay (HUN) V 2-1 (6-1, 6-75-7, 6-2) | Li N./ Zhang S. (CHN) V 2-0 (6-3, 6-1) | Chuang C.-j./ Hsieh S.-W. (TPE) V 2-0 (6-3, 6-4) | L. Huber/ L. Raymond (USA) V 2-0 (6-1, 7-67-2) | S. Williams/ V. Williams (USA) P 0-2 (4-6, 4-6) |                 |

Misto
| Atleta                        | Evento       | Ottavi                                                 | Quarti               | Semifinali           | Finale               | Pos.            |
| Atleta                        | Evento       | Avversario Risultato                                   | Avversario Risultato | Avversario Risultato | Avversario Risultato | Pos.            |
| ----------------------------- | ------------ | ------------------------------------------------------ | -------------------- | -------------------- | -------------------- | --------------- |
| Radek Štěpánek Lucie Hradecká | Doppio misto | L. Robson/ A. Murray (GBR) P 1-2 (5-7, 7-69-7, [7-10]) | non qualificate      | non qualificate      | non qualificate      | non qualificate |

## Tennis tavolo
Femminile
| Atleta           | Evento  | Preliminari          | Round 1                                                  | Round 2                                                | Round 3                                                 | Round 4              | Quarti di finale     | Semifinale           | Finale               | Pos.            |
| Atleta           | Evento  | Avversario Risultato | Avversario Risultato                                     | Avversario Risultato                                   | Avversario Risultato                                    | Avversario Risultato | Avversario Risultato | Avversario Risultato | Avversario Risultato | Pos.            |
| ---------------- | ------- | -------------------- | -------------------------------------------------------- | ------------------------------------------------------ | ------------------------------------------------------- | -------------------- | -------------------- | -------------------- | -------------------- | --------------- |
| Dana Hadačová    | Singolo | Bye                  | Miao M. (AUS) P 2-4 (8-11, 9-11, 11-6, 11-7, 7-11, 7-11) | non qualificata                                        | non qualificata                                         | non qualificata      | non qualificata      | non qualificata      | non qualificata      | non qualificata |
| Iveta Vacenovská | Singolo | Bye                  | Bye                                                      | N. Komwong (THA) V 4-1 (14-16, 11-6, 11-4, 11-5, 11-3) | Wu J. (GER) P 2-4 (9-11, 13-15, 11-8, 8-11, 11-9, 5-11) | non qualificata      | non qualificata      | non qualificata      | non qualificata      | non qualificata |

## Tiro a segno/volo
Maschile
| Atleta           | Evento                      | Qualificazione | Qualificazione | Finale          | Finale          |
| Atleta           | Evento                      | Punteggio      | Classifica     | Punteggio       | Classifica      |
| ---------------- | --------------------------- | -------------- | -------------- | --------------- | --------------- |
| Václav Haman     | Carabina 50m 3 posizioni    | 1 153          | 34º            | non qualificato | non qualificato |
| Václav Haman     | Carabina 50m a terra        | 588            | 41º            | non qualificato | non qualificato |
| Václav Haman     | Carabina 10m aria compressa | 590            | 33º            | non qualificato | non qualificato |
| David Kostelecký | Trap                        | 120            | 14º            | non qualificato | non qualificato |
| Jiří Lipták      | Trap                        | 119            | 18º            | non qualificato | non qualificato |
| Martin Podhráský | Pistola 25m automatica      | 583            | 7º             | non qualificato | non qualificato |
| Martin Strnad    | Pistola 25m automatica      | 580            | 9º             | non qualificato | non qualificato |
| Jan Sychra       | Skeet                       | 120            | 6º Q           | 143             | 6º              |
| Jakub Tomeček    | Skeet                       | 117            | 19º            | non qualificato | non qualificato |

Femminile
| Atleta          | Evento                      | Qualificazione | Qualificazione | Finale          | Finale          |
| Atleta          | Evento                      | Punteggio      | Classifica     | Punteggio       | Classifica      |
| --------------- | --------------------------- | -------------- | -------------- | --------------- | --------------- |
| Kateřina Emmons | Carabina 50m 3 posizioni    | 576            | 32ª            | non qualificata | non qualificata |
| Kateřina Emmons | Carabina 10m aria compressa | 397            | 8ª Q           | 500,3           | 4ª              |
| Lenka Marušková | Pistola 25m                 | 582            | 13ª            | non qualificata | non qualificata |
| Lenka Marušková | Pistola 10m aria compressa  | 385            | 7ª Q           | 482,6           | 8ª              |
| Adéla Sýkorová  | Carabina 50m 3 posizioni    | 584            | 4ª Q           | 683,0           |                 |
| Adéla Sýkorová  | Carabina 10m aria compressa | 392            | 31ª            | non qualificata | non qualificata |

## Triathlon
Maschile
| Atleta        | Evento   | Nuoto  | Trans. 1 | Ciclismo | Trans. 2 | Corsa  | Totale    | Classifica |
| ------------- | -------- | ------ | -------- | -------- | -------- | ------ | --------- | ---------- |
| Jan Čelůstka  | Maschile | 17'25" | 0'40"    | 58'49"   | 0'29"    | 32'54" | 1h 50'17" | 30º        |
| Přemysl Švarc | Maschile | 18'08" | 0'41"    | 59'37"   | 0'29"    | 33'13" | 1h 52'08" | 45º        |

Femminile
| Atleta           | Evento    | Nuoto  | Trans. 1 | Ciclismo  | Trans. 2 | Corsa  | Totale    | Classifica |
| ---------------- | --------- | ------ | -------- | --------- | -------- | ------ | --------- | ---------- |
| Vendula Frintová | Femminile | 19'30" | 0'42"    | 1h 05'27" | 0'32"    | 35'57" | 2h 02'08" | 15ª        |
| Radka Vodičková  | Femminile | 19'18" | 0'41"    | 1h 05'40" | 0'34"    | 36'21" | 2h 02'34" | 20ª        |

## Vela
Maschile
| Atleta        | Evento | Regata | Regata | Regata | Regata | Regata | Regata | Regata | Regata | Regata | Regata | Regata | Punteggio Totale | Punteggio Netto | Classifica |
| Atleta        | Evento | 1      | 2      | 3      | 4      | 5      | 6      | 7      | 8      | 9      | 10     | M      | Punteggio Totale | Punteggio Netto | Classifica |
| ------------- | ------ | ------ | ------ | ------ | ------ | ------ | ------ | ------ | ------ | ------ | ------ | ------ | ---------------- | --------------- | ---------- |
| Karel Lavický | RS:X   | 30     | 29     | 32     | 34     | 39 BFD | 34     | 36     | 31     | 39 DNF | 31     | EL     | 335              | 296             | 36º        |
| Viktor Teplý  | Laser  | 29     | 27     | 31     | 34     | 32     | 25     | 11     | 34     | 37     | 11     | EL     | 271              | 234             | 28º        |
| Michal Maier  | Finn   | 19     | 18     | 21     | 10     | 18     | 23     | 18     | 20     | 23     | 15     | EL     | 185              | 162             | 21º        |

Femminile
| Atleta            | Evento       | Regata | Regata | Regata | Regata | Regata | Regata | Regata | Regata | Regata | Regata | Regata | Punteggio Totale | Punteggio Netto | Classifica |
| Atleta            | Evento       | 1      | 2      | 3      | 4      | 5      | 6      | 7      | 8      | 9      | 10     | M      | Punteggio Totale | Punteggio Netto | Classifica |
| ----------------- | ------------ | ------ | ------ | ------ | ------ | ------ | ------ | ------ | ------ | ------ | ------ | ------ | ---------------- | --------------- | ---------- |
| Veronika Fenclová | Laser Radial | 23     | 4      | 7      | 6      | 21     | 2      | 17     | 6      | 12     | 12     | 18     | 110              | 105             | 9ª         |